# ハナスゲ
ハナスゲ（学名：Anemarrhena asphodeloides）はリュウゼツラン亜科ハナスゲ属に属する植物の1種。中国東北部・河北などに自生する多年生草本で、5-6月頃に白黄色から淡青紫色の花を咲かせる。

## 生薬
根茎は知母（チモ）という生薬で日本薬局方に収録されている。消炎・解熱作用、鎮静作用、利尿作用などがある。消風散、桂芍知母湯、酸棗仁湯などの漢方方剤に配合される。